# Пиетро Читати
Пиèтро Читàти (на италиански: Pietro Citati) е италиански писател, журналист, биограф, есеист и литературен критик.

## Биография
Роден е на 20 февруари 1930 г. във Флоренция в благородническо италианско семейство. Прекарва детството и юношеството си в Торино, където посещава Социалния институт и по-късно Класическата гимназия „Масимо д'Адзельо“. 
През 1942 г., по време на войната, се мести със семейството си в Лигурия. След войната се завръща в Тоскана и през 1951 г. завършва модерна литература в Пизанския университет като студент във Висшата нормална школа. 
Започва кариерата си като литературен критик, като сътрудничи на списания като сп. „Ил Пунто“, където се запознава с Пиер Паоло Пазолини, сп. „Л'апродо“ и сп. „Парагоне“.
От 1954 до 1959 г. преподава италиански език в професионалните училища във Фраскати и в покрайнините на Рим. През 60-те години пише за вестник „Ил Джорно“. От 1973 до 1988 г. е литературен критик във в. „Кориере дела Сера“, а от 1988 г. до 2011 г. – във в. „Ла Република“. От 2011 г. до юни 2017 г. пише литературни рецензии за в. „Кориере дела Сера“. На 28 юли 2017 г. възобновява публикуването си във в. „Ла Република“.
Многостранен писател, той успешно се впуска в нехудожествена и литературна биография на велики писатели като  Алесандро Манцони, Франц Кафка, Йохан Волфганг фон Гьоте, Лев Толстой, Катрин Мансфийлд, Джакомо Леопарди,Марсел Пруст и др. Няколко от страниците му са посветени и на митовете на древните народи и на Гърция (преди всичко на Омир), на религиозни и философски доктрини като херметизма. 
Женен за тосканката Елена Лондини, той прекарва много време във вилата си в Рокамаре в община Кастильоне дела Пеская, където по-късно умира на 28 юли 2022 г. на 92-годишна възраст. Погребан е в Гробище „Мизерикордия“ в град Гросето.

## Награди и признания
- 1970 г.: Награда „Виареджо“ за нехудожествена литература, за „Гьоте“.[7]
- 1981 г.: Награда „Багута“ за „Краткия живот на Катрин Мансфийлд“[8]
- 1984 г.: Награда „Стрега“[9] за „Толстой“ – измислена биография на Лев Толстой, публикувана от изд. „Лонганези“ през 1983 г.
- 1991 г.: Награда „Медичи“ (Prix Médicis étrangers) за Histoire qui fut heureuse, puis douloureuse et funeste („История първо щастлива, после много тъжна и фатална“)[10]
- 1996 г.: Велик офицер на Ордена за заслуги на Италианската република
- 2002 г.: испанският писател Хавиер Мариас, крал на Редонда, го назначава за херцог на Ремонстранца.
- 2004 г.: Кавалер на Големия кръст на Ордена за заслуги към Италианската република
- 2009 г.: Награда за кариера „Киара“ .

## Влияния и херменевтика
Читати не използва предварително установен метод на тълкуване в екзегетичния подход: той е повлиян повече от разказа отколкото от обикновената литературна критика. Той заявява: „Бях силно повлиян от Гьоте, Кафка, Гада, Песоа, Музил и Борхес, бяха различни форми на ирония: литературна и метафизична на Борхес, шеметна и многоформена на Песоа, а тази на Музил е безкрайно сложна. Те са три форми на ирония на трима велики писатели, които след това имат безкрайно много други аспекти“.
Той смята, че четенето на литературното произведение е податливо на вариации в зависимост от времето и момента, в който се чете: „В моите книги винаги има сливане между живота и интерпретацията на произведението. Разказвам за живота, но не за целия живот: следя го до момента, в който един обикновен човек се промени и стане писател, до момента, в който нещо щракне в него. Опитвам се да разбера тайната на тази метаморфоза на един обикновен човек - дотогава светски човек, офицер или служител, който в определен момент се превръща в писател: от този момент нататък моята книга се превръща в интерпретация на книги, които те са написали“. 

### Биографичният жанр
Писателят допринася за обновяването на жанра на биографията, който, започвайки от 70-те години, е белязан от смесването на белетристична биография и биографичен роман до мутация на природата на биографичното произведение, в което авторът сам се превръща в герой на литературно произведение. Той уточнява в последната бележка на La colomba stabnalata: „Въпреки че съдържа страници от живота на Пруст, La colomba stabnalata не възнамерява да бъде и не е биография“.

## Произведения
- Goethe, Milano, A. Mondadori, 1970; Milano, Adelphi, 1990. ISBN 88-459-0757-0
- Il tè del cappellaio matto, Milano, A. Mondadori, 1972; Milano, Adelphi, 2012. ISBN 978-88-459-2699-0
- Immagini di Alessandro Manzoni, Milano, A. Mondadori, 1973
- Alessandro. Con i diari e le lettere, Milano, Rizzoli, 1974; Milano, A. Mondadori, 1996. ISBN 88-04-41593-2
- La primavera di Cosroe, Milano, Rizzoli, 1977; Milano, A. Mondadori, 2000. ISBN 88-04-47333-9 Milano, Adelphi, 2006. ISBN 88-459-2037-2
- I frantumi del mondo, Milano, Rizzoli, 1978
- La regina Marmotta, Milano, Emme, 1979
- Il velo nero, Milano, Rizzoli, 1979.
- Vita breve di Katherine Mansfield, Milano, Rizzoli, 1980; Milano, Oscar Mondadori, 2001. ISBN 88-04-49049-7 - Collana gli Adelphi, Adelphi, Milano, 2014, ISBN 978-88-45-92937-3
- Manzoni, Milano, A. Mondadori, 1980; 1991. ISBN 88-04-34606-X
- I racconti dei gatti e delle scimmie, Milano, Rizzoli, 1981.
- Il migliore dei mondi impossibili, Milano, Rizzoli, 1982.
- Tolstoj, Milano, Longanesi, 1983; Milano, Adelphi, 1996. ISBN 88-459-1211-6; Torino, UTET, 2007. ISBN 88-02-07587-5
- Cinque teste tagliate, Milano, A. Mondadori, 1984.
- Alessandro Magno, con Francesco Sisti, Milano, Rizzoli, 1985. ISBN 88-17-66281-X; Milano, Adelphi, 2004. ISBN 88-459-1913-7
- Il sogno della camera rossa, Milano, Rizzoli, 1986. ISBN 88-17-85235-X
- Kafka, Milano, Rizzoli, 1987. ISBN 88-17-66279-8; Milano, Oscar Mondadori, 2000. ISBN 88-04-47862-4; Milano, Adelphi, 2007. ISBN 978-88-459-2211-4
- Storia prima felice, poi dolentissima e funesta, Milano, Rizzoli, 1989. ISBN 88-17-66278-X; Milano, Oscar Mondadori, 2002. ISBN 88-04-50073-5
- Ritratti di donne, Milano, Rizzoli, 1992. ISBN 88-17-66276-3
- La colomba pugnalata. Proust e la Recherche, Milano, A. Mondadori, 1995. ISBN 88-04-39846-9; Milano, Adelphi, 2008. ISBN 978-88-459-2290-9
- La luce della notte, Milano, A. Mondadori, 1996. ISBN 88-04-41475-8; 2000. ISBN 88-04-48314-8; Milano, Adelphi, 2009. ISBN 978-88-459-2390-6
- L'armonia del mondo. Miti d'oggi, Milano, Rizzoli, 1998. ISBN 88-17-86006-9 - Collana gli Adelphi, Adelphi, Milano, 2015, ISBN 978-88-459-3034-8
- Il Male assoluto. Nel cuore del romanzo dell'Ottocento, Milano, Mondadori, 2000. ISBN 88-04-46927-7; Collana gli Adelphi, Milano, Adelphi, 2013, ISBN 978-88-459-2833-8
- La mente colorata. Ulisse e l'Odissea, Milano, Mondadori, 2002. ISBN 88-04-50275-4; Collana gli Adelphi, Milano, Adelphi, 2018, ISBN 978-88-459-3276-2
- Israele e l'Islam. Le scintille di Dio, Milano, Mondadori, 2003. ISBN 88-04-52020-5; Collana Tascabili.Saggi n.622, Milano, Bompiani, 2019, ISBN 978-88-301-0070-1
- La civiltà letteraria europea. Da Omero a Nabokov, a cura e con un saggio introduttivo di Paolo Lagazzi, Collana I Meridiani, Milano, Mondadori, 2005, ISBN 88-04-53820-1
- La morte della farfalla. Zelda e Francis Scott Fitzgerald, Collana Scrittori italiani e stranieri, Milano, Mondadori, 2006, ISBN 88-04-55648-X - Collana gli Adelphi, Milano, Adelphi, 2016, ISBN 978-88-459-3125-3
- La malattia dell'infinito. La letteratura del Novecento, Milano, Mondadori, 2008. ISBN 978-88-04-58305-9
- Leopardi, Milano, Mondadori, 2010. ISBN 978-88-04-60325-2
- Elogio del pomodoro, Milano, Mondadori, 2011. ISBN 978-88-04-61301-5
- Il Don Chisciotte, Collana Saggi, Milano, Mondadori, 2013. ISBN 978-88-04-62942-9
- I Vangeli, Collana Saggi, Milano, Mondadori, 2014. ISBN 978-88-04-64586-3
- Sogni antichi e moderni, Collana Saggi, Milano, Mondadori, 2016, ISBN 978-88-04-66447-5
- Il silenzio e l'abisso, Collana Saggi, Milano, Mondadori, 2018, ISBN 978-88-047-0154-5
- Dostoevskij: senza misura. Saggi russi, Roma, GEDI, 2021, ISBN 977-11-286-0823-2

## Филмография
- Dans la peau d'Italo Calvino (2012), реж. Дамиан Петигрю, с Нери Маркоре в ролята на Итало Калвино